# محافظة تهوا تهين هويه
محافظة تهوا تهين هويه ( بالفيتنامية : Thừa Thiên - Huế ) هي إحدى محافظات فيتنام. وتقع في الساحل الوسط شمالي.
تم تقسيم ثوا ثين هوي إلى مدينة ومدينة صغيرة وسبع مدن. اعتبارًا من 1 يناير 2025، سيتم دمج المقاطعة في مدينة هوي بنفس مساحة المقاطعة السابقة. وتنقسم المدينة نفسها إلى تسعة مناطق. 

## توأمة
لمحافظة تهوا تهين هويه اتفاقيات توأمة مع:
- بارانافيتشي (2007 - )

## أعلام
- لو دوك آنه

## روابط إضافية
- (بالإنجليزية) Official site
- (بالفيتنامية) Official site
- (بالإنجليزية) The Green Corridor Project